# Perfect Square
Perfect Square es un video de un concierto de la banda R.E.M., filmado el 19 de julio de 2003 en el Bowling Green de Wiesbaden, Alemania. Fue lanzado en formato DVD por Warner Brothers el 9 de marzo de 2004.
Este concierto es notable por la interpretación de la canción «Country Feedback», la cual comienza con Michael Stipe declarando que es su «canción favorita». También se añade letra a otra canción, «Chorus and the Ring» de Reveal, y un sol de guitarra de Peter Buck; ninguna de esas dos cosas se encuentra en la canción original. La actuación (en audio) también fue incluida en la edición limitada del compilado In Time, lanzado un par de meses después del concierto de Wiesbaden.
Otra novedad del concierto es la inclusión de dos canciones nuevas, en ese entonces, «Bad Day» y «Animal», y el regreso de «Permanent Vacation». La última data del año 1980, años antes del primer álbum de la banda, mientras que «Bad Day» (originalmente conocida como «PSA») data de 1985.
Incluido en el DVD hay un documental, A Stirling Performance, que muestra las tres noches de la banda en el Stirling Castle de Escocia en julio de 1999. En el documental se muestra el efecto que de los conciertos tuvieron en Stirling y sus residentes. Fue lanzado en el año 2000.

## Lista de canciones
1. «Begin the Begin» – 4:04
2. «What's the Frequency, Kenneth?» – 4:12
3. «Maps and Legends» – 3:28
4. «Drive» – 4:44
5. «Animal» – 4:22
6. «Daysleeper» – 3:46
7. «The Great Beyond» – 4:17
8. «Bad Day» – 4:24
9. «The One I Love» – 3:22
10. «All the Way to Reno (You're Gonna Be a Star)» – 5:00
11. «Orange Crush» – 3:59
12. «Losing My Religion» – 4:45
13. «At My Most Beautiful» – 3:37
14. «Electrolite» – 4:28
15. «She Just Wants to Be» – 5:58
16. «Walk Unafraid» – 5:16
17. «Man on the Moon» – 5:57
18. «Everybody Hurts» – 6:26
19. «So Fast, So Numb» – 4:24
20. «Country Feedback» – 6:11
21. «Permanent Vacation» – 2:52
22. «Imitation of Life» – 3:55
23. «It's the End of the World as We Know It (And I Feel Fine)» – 5:55

## Músicos
R.E.M.
- Michael Stipe - voz
- Peter Buck - guitarra, bajo, mandolina, banjo
- Mike Mills - bajo, coros, piano

Músicos de soporte
- Scott McCaughey – guitarra, teclados, coros
- Bill Rieflin – batería, percusión
- Ken Stringfellow – teclados, banjo, bajo, coros